# Sonia Olschanezky
Sonia Olschanezky (1923-1944) fut, pendant la Seconde Guerre mondiale, recrutée en France comme courrier du réseau JUGGLER du service secret britannique Special Operations Executive, Section F. Après l'arrestation de son chef Jean Worms, en juillet 1943, elle reprend pendant six mois la direction du réseau, avant d'être arrêtée, puis déportée au camp de concentration de Natzwiller-Struthof et exécutée.

## Biographie

### Jeunesse
Fille d'un couple de juifs dont le père est originaire d'Odessa et la mère d'une famille allemande, elle naît le 25 décembre 1923 à Chemnitz (Allemagne), dernière d'une fratrie de trois enfants. La famille, après un passage par Bucarest s'installe en France, à Paris en 1930 où son père ouvre un magasin de lingerie.

### Seconde Guerre mondiale
Lorsque la Seconde Guerre mondiale éclate, elle commence à travailler comme fille au pair pour aider à subvenir aux besoins de sa famille. Elle rejoint dans le même temps la Résistance.
En 1942, elle est arrêtée et envoyée au camp de Drancy près de Paris où elle se porte volontaire pour s'occuper des orphelins attendant leur transport vers l'Allemagne. Sa mère réussit à lui faire passer de faux papiers qui lui permettent d'être libérée à l'automne, la faisant passer pour une ouvrière ayant des compétences utiles pour l'économie de guerre,.
Sa rencontre avec Jean Worms en 1943 marque un tournant dans ses actions de résistance. Ce dernier la nomme comme son courrier (ou agent de liaison) du nouveau réseau appelé JUGGLER, sous réseau du réseau Prosper-PHYSICIAN. Leur mission est de recueillir des informations pour le sabotage, en particulier en s'intéressant aux trains de troupes allemandes aux alentours de Châlons-sur-Marne. Après plusieurs missions dangereuses, elle prend pour nom de code « Tania ».
Lorsque le réseau Prosper-PHYSICIAN est trahi et ses membres arrêtés, les membres du réseau JUGGLER décident de se mettre au vert et cessent leurs activités. Le 1er juillet, son supérieur direct, Jean Worms, est arrêté au restaurant Chez Tutulle, 8 rue Troyon, dans le 17e arrondissement de Paris, où il avait ses habitudes,. Elle tente alors de maintenir le réseau, sans grande réussite.
En janvier 1944, elle apprend qu'un agent va atterrir en février pour lui faire quitter son poste. Quelques jours plus tard, elle reçoit une nouvelle transmission parlant d'une rencontre le 22 janvier. Sans méfiance, elle y va et est arrêtée par la Gestapo au lieu de rencontre. Elle est alors envoyée au Centre pénitentiaire de Fresnes. Le 13 mai, avec sept autres espionnes britanniques du SOE, elle est transférée à la prison pour femmes de Karlsruhe,. Deux mois plus tard, le 6 juillet, avec trois autres femmes qui se trouvent être Andrée Borrel, Vera Leigh et Diana Rowden, elle est envoyée au Camp de concentration de Natzweiler-Struthof pour un « traitement spécial ». Le soir même, elles sont emmenées une à une dans un baraque voisine où on leur injecte une dose mortelle de phénol avant de transporter leurs corps dans le four crématoire.
Ce n'est qu'en 1958 qu'elle fut identifiée par Elizabeth Nicolas comme la quatrième femme tuée à Natzweiler-Struhtof ce jour-là. Ayant été recrutée en France, elle n'était pas inscrite sur les registres du SOE en Grande-Bretagne et elle n'apparaît donc pas sur la liste de la Commonwealth War Graves Commission des agents du SOE.

## Reconnaissance
- Au Mémorial de la déportation du camp de concentration de Natzweiler-Struthof où elle a été exécutée, et qui est maintenant en territoire français :
  - Une plaque, placée à l'intérieur du crématorium, inaugurée en 1975 par le Premier ministre Jacques Chirac, y est dédiée à Sonia Olschanezky et aux trois autres femmes agents du SOE exécutées en même temps qu'elle, Diana Rowden, Vera Leigh et Andrée Borrel.
  - Le Centre Européen du Résistant Déporté y a été inauguré le 3 novembre 2006 par le Président Jacques Chirac, accompagné par le ministre de la Défense, Mme Michèle Alliot-Marie, et par le Ministre Délégué aux Anciens Combattants, M. Hamlaoui Mekachera. Après avoir déposé une couronne « à la Mémoire des Martyrs et Héros de la Déportation », ils sont descendus jusqu'au crématorium.
- Son nom ne figure pas au Mémorial de Valençay, dans l'Indre, qui honore les 104 agents de la Section F du SOE morts pour la France : le mémorial ne mentionne que les agents formés en Angleterre et officiers britanniques.
- Une peinture à l'eau d'elle et ses trois compagnes, peinte par Brian Stonehouse, agent du SOE alors prisonnier à Natzweiler, est accroché au Special Forces Club de Londres[2].

## Identités
- État civil : Sonia Olschanezky
- Nom de guerre : « Tania »
- Fausse identité : Suzanne Ouvrard[6]

## Famille
- Son père : Eli Olschanezky, Juif russe, originaire d'Odessa. Venu faire des études d'ingénieur chimiste à Chemnitz, il s'y marie. Il crée par la suite une usine de fabrication de bas de soie en Roumanie. Il s'établit en 1930 à Paris où il trouve un emploi de représentant commercial pour une fabrique de bas.
- Sa mère : Henriette, allemande[7], née le 26 avril 1896 à Mayence, homologuée Force Française Combattante [8].
- Ses frères : 
  - Énoch, alias Robert Ouvrard, né le 25 septembre 1917 à Chemnitz, homologué Force Française Combattante et Déporté Interné Résistant[9]. Il est mort en déportation le 18 avril 1944 à Auschwitz[10]. Tout comme sa sœur, il est décoré à titre posthume de la médaille de la Résistance française[11].
  - Tobias, dit Serge.

## Distinction
- Médaille de la Résistance française à titre posthume (décret du 31 mars 1947)[12],[13].

### Sources
- Michael R. D. Foot, Des Anglais dans la Résistance. Le Service Secret Britannique d'Action (SOE) en France 1940-1944, annot. Jean-Louis Crémieux-Brilhac, Tallandier, 2008,  (ISBN 978-2-84734-329-8). Traduction en français par Rachel Bouyssou de (en) SOE in France. An account of the Work of the British Special Operations Executive in France, 1940-1944, London, Her Majesty's Stationery Office, 1966, 1968 ; Whitehall History Publishing, in association with Frank Cass, 2004. Ce livre présente la version officielle britannique de l’histoire du SOE en France.
- Jean Cathelin et Gabrielle Gray, Crimes et trafics de la Gestapo française, 2 tomes, Historama, 1972. Le cas de Sonia est traité au vol. 2, ch. XVIII In Memoriam. Sonia Olschanezky, danseuse et agent du SOE. Souvenirs de son frère Serge, p. 13-21 ; chapitre repris dans Jean Cathelin, Crimes et trafics de la Gestapo française, un tome,  éditions Ryb, Genève, 1978, ch. IX, p. 145-154.
- (en) Charles Wighton, Pin-Stripe Saboteur. Ce livre est une biographie, romancée et déformée, de Jacques Weil.
- Charles Wighton, Le Saboteur, l’histoire de "Robin" agent de l’Intelligence Service et chef de la Résistance française, traduit de l’anglais par Jacques Kohlmann, coll. « La Guerre secrète », Fayard, 1959. Ce livre est la traduction de la référence précédente, Pin-Stripe Saboteur
- (en) Lt. Col. E.G. Boxshall, Chronology of SOE operations with the resistance in France during world war II, 1960, document dactylographié (exemplaire en provenance de la bibliothèque de Pearl Witherington-Cornioley, consultable à la bibliothèque de Valençay). Voir sheet 52, JUGGLER CIRCUIT.
- Sarah Helm (trad. de l'anglais par Jean-François Sené), Vera Atkins, une femme de l'ombre : la résistance anglaise en France, Paris, éd. du Seuil, octobre 2010, 503 p. (ISBN 978-2-02-098536-9) ; traduction de (en) Sarah Helm, A Life in Secrets : The Story of Vera Atkins and the Lost Agents of SOE, Londres, Little, Brown and Company, mai 2005, 1re éd., 463 p. (ISBN 978-0-316-72497-5, LCCN 2005363498) - [Une vie secrète : l'histoire de Vera Atkins et des agents perdus du SOE]